# Smoky Bay
Smoky Bay is een plaats in de Australische deelstaat Zuid-Australië en telt 200 inwoners (2006).